# Distretto di Copani
Il distretto di Copani è uno dei sette distretti  della provincia di Yunguyo, in Perù. Si trova nella regione di Puno e si estende su una superficie di 47,37 chilometri quadrati.

Istituito il 28 dicembre 1984, ha per capitale la città di Copani; al censimento 2007 contava 5.436 abitanti.